# Okegem
Okegem is een dorp in de Vlaamse provincie Oost-Vlaanderen en een deelgemeente van Ninove, het was een zelfstandige gemeente tot aan de gemeentelijke herindeling van 1977. Okegem is gelegen in de Denderstreek aan de linkeroever van de Dender, die er de grens vormt met de provincie Vlaams-Brabant.

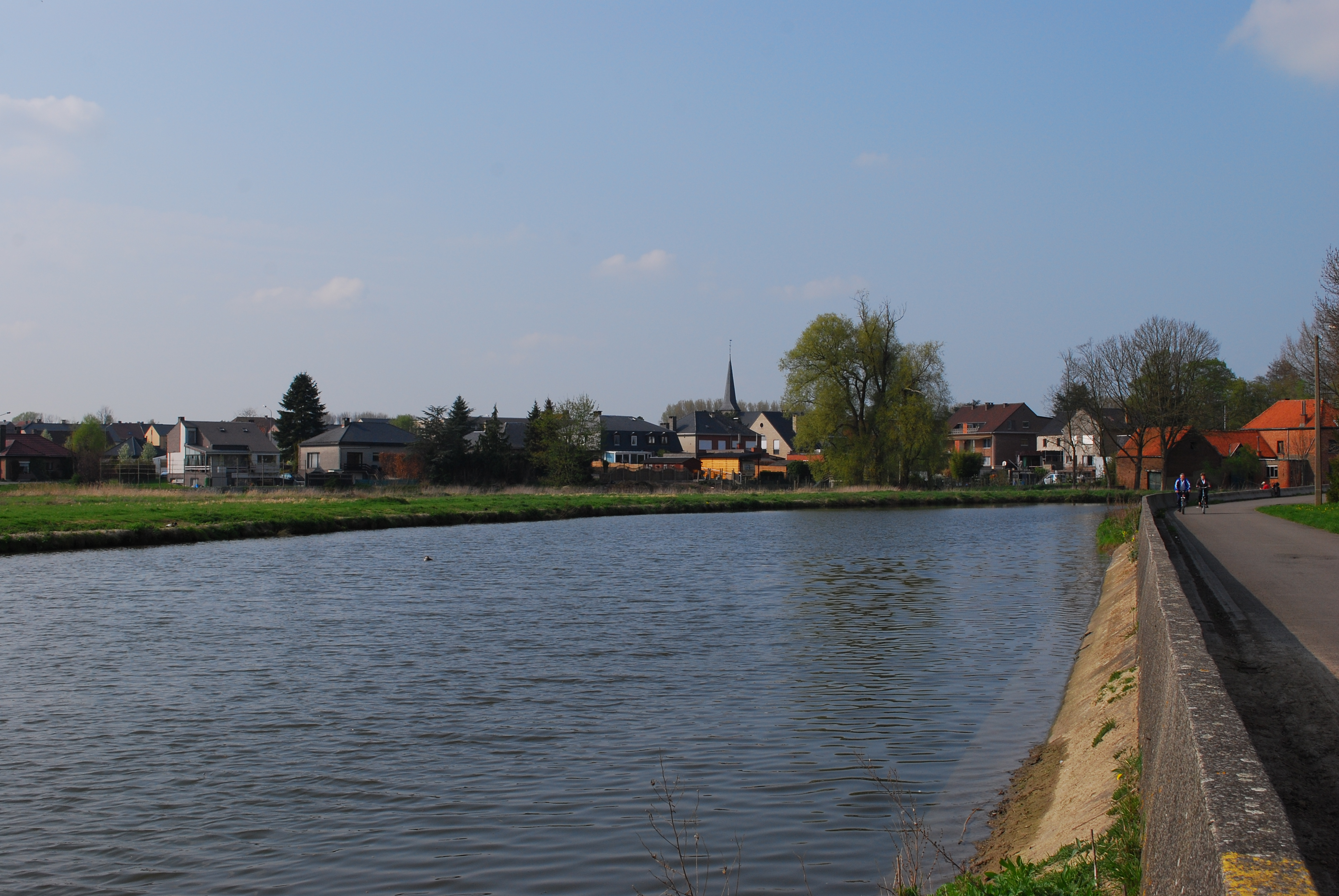
De Dender in Okegem

## Geschiedenis
De eerste vermelding van de naam Ockinghem dateert van het jaar 1096 en komt voor in een charter van de Geraardsbergse Sint-Adriaansabdij. De naam is van Frankische oorsprong. De uitgang -gem of heim verwijst naar een hoeve of woonplaats. De naam heeft dus de betekenis van "woonplaats van Oko of Oking".
De Okegemse heemkundige kring publiceert sinds 1975 over de geschiedenis van Okegem.

## Bezienswaardigheden

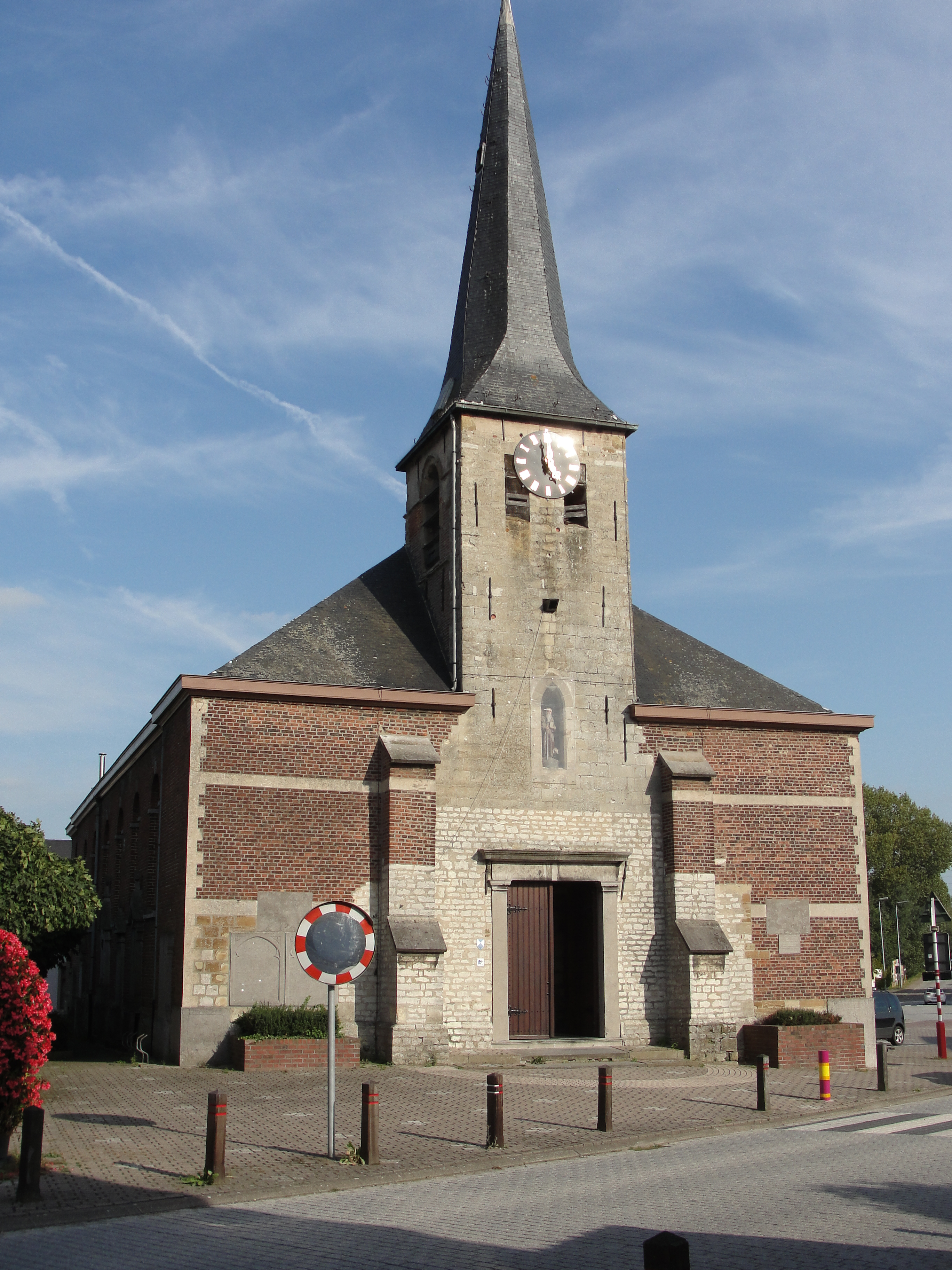
Onze-Lieve-Vrouw Opdrachtkerk in Okegem

- De neoclassicistische Onze-Lieve-Vrouw Opdrachtkerk met een toren uit de 13e eeuw.

## Natuur en landschap
Okegem ligt aan de Dender en de hoogte bedraagt 12-32 meter. Aan de overzijde van de Dender, in Vlaams-Brabant, ligt het natuurgebied Pamelse Meersen.

## Demografische ontwikkeling
- Bronnen:NIS, Opm:1831 tot en met 1970=volkstellingen; 1976 = inwoneraantal op 31 december

## Politiek
Tot de gemeentelijke fusies van 1977 had Okegem een eigen gemeentebestuur en burgemeester. Burgemeesters waren:
- 1803 - 1811 : Jan Hendrickx
- 1811 - 1822 : Karel-Benedict Hendrickx
- 1822 - 1843 : Benedict van Havermaete
- 1843 - 185? : Jan-Frans Hendrickx ("De Heer Joannes Franciscus Hendrickx, in zyne leven burgemeester alhier, overleden den 25 december 1855"[2])
- 1857 - 1858 : Jan Philip van den Berghe (21 mei 1805 - 16 september 1887, "oud burgemeester der gemeente Okegem"[3])
- 1858 - 1864 : Germaan-Constant Covens
- 1864 - 1892 : Edward Covens (overleden op 18 juli 1892, "29 jaren burgemeester"[4])
- 1892 - ???? : Jan van den Berghe ("Ridder van de Leopoldsorde, gedurende 36 jaren burgemeester der gemeente Okegem"[5])
- 1934 - 1952 : Cyriel De Dier

## Toerisme
Door dit dorp loopt onder meer de fietsroute Denderende steden.

## Sport
In Okegem speelde vroeger de voetbalclub FC Panters Okegem.
Verder hebben ze ook een kaatsploeg, namelijk de recreatieve Amuzanten.
Elk weekend leeft de duivensport in Okegem via vereniging "de reisduif" die samenkomt in het café (Café Sport) aan het station in Okegem.

## Nabijgelegen kernen
Iddergem, Ninove, Pamel, Liedekerke
Deelgemeenten: Appelterre-Eichem · Aspelare · Denderwindeke · Lieferinge · Meerbeke · Nederhasselt · Neigem · Ninove · Okegem · Outer · Pollare · Voorde

Belgische gemeenten · Arrondissement Aalst · Oost-Vlaanderen · Vlaanderen